# 鈴木遥太
鈴木 遥太（すずき ようた、2000年1月21日 - ）は、日本の俳優。宮城県出身。身長177cm。

## 人物
- 趣味・特技はダンス・スポーツ全般[1]。
- 上記に加えておじさんが好きそうな趣味（野球、麻雀）やゲームなど、家から出ない趣味が好き。
- 利き手は右利き
- ピーチティが好き
- 好きなミスドはオールドファッション
- 足のサイズは25.5
- 血液型はA型
- 学生時代は野球部に所属していたが、坊主にするのが嫌でいかに坊主にせずに坊主に見えるかを追求していた[2]。
- 弟さんがいる
- 名前の由来は遥か太く生きて欲しいというもの（らしい）

## 出演

### 舞台
- ハイパープロジェクション演劇『ハイキュー!!』"はじまりの巨人"（2018年4月28日 - 6月17日、日本青年館ホール 他） - 二岐丈春 役[3]
- 劇団たいしゅう小説家
  - 劇団たいしゅう小説家『おばドルゆみこ』あけて鎧戸メモリー（2018年11月14日 - 18日、西日暮里 キーノートシアター） - ナッツ 役
  - 劇団たいしゅう小説家『湯もみガールズ スピンオフ公演 〜菜々絵の探偵物語〜』（2019年5月22日 - 26日、キーノートシアター） - 梅田飛雄馬 役
  - 劇団たいしゅう小説家『おばドルゆみこ2020』（2020年2月19日 - 23日、萬劇場） - ナッツ 役
- SPIRAL CHARIOTS第20回本公演『ゴールデンアックス-GOLDEN AXE-』（2018年12月19日 - 23日、ブディストホール） - スピアーマン 役
- レティクル東京座『電脳演形キャステット』（2019年4月24日 - 28日、新宿村LIVE） - 主演・キャステット・ルキ 役[4][5]
- Others＆co.旗揚げ公演『プールサイドから、響く』（2019年7月4日 - 9日、小劇場B1） - 戸出英典 役
- 2.5次元ダンスライブ - 如月恋 役
  - 2.5次元ダンスライブ『ツキウタ。』ステージ 第9幕『しあわせあわせ』（2019年10月30日 - 11月4日、ヒューリックホール東京）[6]
  - 2.5次元ダンスライブ『ツキウタ。』ステージ 第10幕『月歌奇譚 太極伝奇』（2020年1月29 - 2月2日、ヒューリックホール東京）
  - 2.5次元ダンスライブ「TSUKIPRO STAGEキソセカイステージ：eins『ソラヲワタルカゼ』」（2020年6月10日 - 13日、立川ステージガーデン） ※全公演中止[7]
  - 「LUNATIC LIVE 2020 in Taiwan」（2020年6月19日 - 21日、信義劇場 Legacy Max） ※全公演中止
  - 2.5次元ダンスライブ「TSUKIPRO STAGEキソセカイステージ：eins『ソラヲワタルカゼ』」（2020年12月16日 - 20日、立川ステージガーデン）※無観客生配信[8][9]
  - 「LUNATIC LIVE 2021」（2021年9月4日 - 5日、東京ガーデンシアター）※5日のみ出演[10] ※全公演中止[11]
  - 2.5次元ダンスライブ『ツキウタ。』ステージ 第11幕『月花神楽〜黒と白の物語〜』（2021年9月30日 - 10月11日、ヒューリックホール東京）
  - 2.5次元ダンスライブ『ツキウタ。』ステージ 第12幕『裏斬心 -Children are sometimes ruthless and cruel.-』（2022年3月25日 - 4月3日、日本青年館ホール）
  - 2.5次元ダンスライブ「TSUKIPRO STAGE Episode2『月野奇譚 太極伝奇 -金蘭之契-』」（2022年9月3日 - 11日、シアターGロッソ）[12] ※全公演中止[13]
  - 2.5次元ダンスライブ『ツキウタ。』ステージ 第13幕『月野百鬼夜行綺譚 依依恋恋』（2022年11月25日 - 12月4日、ヒューリックホール東京）[14]
  - 2.5次元ダンスライブ『ツキウタ。』ステージ 第14幕『Rabbits Kingdom Resurrection』（2023年11月17日 - 26日、ヒューリックホール東京）[15]
  - 『LUNATIC FES 2025 〜NOBLE FLOWERS〜』（2025年3月26日 - 30日、日本青年館ホール）[16]
  - 2.5次元ダンスライブ『ツキウタ。』ステージ 第15幕『SCHOOL REVOLUTION 月野学園物語 -百年アオハル-』（2025年10月中旬頃予定、日本青年館ホール）[17]

- ［Otona Project 第二十九弾］演劇ユニット【爆走おとな小学生】第十回課外授業『Office-9no1-』（2020年2月27日 - 3月2日、CBGKシブゲキ!! / 3月4日 - 8日、シアター1010） - 大野くん 役
- IdentityV STAGE Episode 2『Double Down』（2021年3月24日 - 4月1日、TACHIKAWA STAGE GARDEN） - ポストマン / ビクター・グランツ 役
- 人狼系推理バトル『レジスタンスイレブン』（2021年3月12日 - 16日、R'sアートコート）
- 朗読劇「私の道しるべ」プロジェクトvol.2『描き続ける白紙の先へ』『ジンセイゲーム』（2021年4月9日 - 11日、シアター風姿花伝） - 竜太郎 役[18]
- 舞台『まわれ！無敵のマーダーケース！！』（2021年5月26日 - 30日、博品館劇場） - 谷川 役
- 音楽劇『黒と白 -purgatorium- amoroso』（2021年6月30日 - 7月4日、シアターGロッソ） - 夢想・ラミエル 役[19]
- 舞台『おおばかもの〜メレンゲとわすれもの〜』（2021年11月17日 - 21日、草月ホール） - 毒島正 役
- 『Mission In B.A.C THE STAGE 2nd』（2022年2月8日 - 13日、アトリエファンファーレ東池袋）※12日のみ出演
- 朗読劇『Astrologhias!〜mythos2〜』（2022年5月6日 - 8日、科学技術館 サイエンスホール） - カプリコーン 役
- Monkey Works Vol.07 『押忍！更級高校応援団！』（2022年7月6日 - 10日、シアター・アルファ東京）
- CRUSH KITCHEN ENTERTAINMENT vol.2 舞台『the Selected World』（2022年8月3日 - 8日、シアターグリーンBIG TREE THEATER）
- SPIRAL CHARIOTS 第34回公演『ふれられないから、みている。みていられないから、ふれる。』（2024年8月20日 - 25日、下北沢小劇場B1） - 三井久二 役
- T-gene Stage
  - T-gene Stage『Episode 犬紀村』（2024年10月23日 - 27日、六行会ホール） - 鬼狂 役[20][21]
  - T-gene Stage『正義の味方 〜ジャスティス・タクティス〜』（2025年2月26日 - 3月3日、中目黒キンケロシアター） - 北川光 役
  - T-gene Stage『囚われた5人？ -2025-』（2025年4月16日 - 21日、サンモールスタジオ / 4月30日 - 5月4日、扇町ミュージアムキューブ CUBE03） - 屋久満 役[22]
  - T-gene Stage『Altersong』（2025年6月16日 - 22日、築地本願寺ブディストホール） - 日替わりゲスト ※21日のみ出演
- ボクジェネpresents 舞台『シバイノツクリカタ』（2024年12月4日 - 9日、TACCS1179） - モーリス・ユザワ 役
- BIZ slapstick comedy #001【リスケ！】（2025年6月4日 - 8日、六行会ホール）[23]
- 舞台『草野球リバーサル〜人生逆転草野球〜』（2025年8月28日 - 31日、武蔵野芸能劇場）

### WEB番組
- ツキプロチャンネル48時間生配信2022（2022年11月5日・6日、YouTube・ニコニコ生放送）[24]
- ツキプロチャンネル48時間マジカルTV（2023年11月3日・4日、YouTube・ニコニコ生放送）※4日のみ出演[25]

## CD

### 「ツキステ。」シリーズ関連
| 発売日   | 商品名 | キャスト | 楽曲                               |
| 2019年   | 2019年 | 2019年 | 2019年                             |
| -------- | --- | --- | ---------------------------------- |
| 11月29日 | 2.5次元ダンスライブ『ツキウタ。』ステージ 第9幕『しあわせあわせ』メインテーマ                                 | Six Gravity: 睦月始 役：縣豪紀、弥生春 役：松田岳、卯月新 役：中島礼貴、皐月葵 役：上仁樹、師走駆 役：澤邊寧央、如月恋 役：鈴木遥太 Procellarum: 霜月隼 役：TAKA、文月海 役：平井雄基、葉月陽 役：栗田学武、長月夜 役：秋葉友佑、水無月涙 役：佐藤友咲、神無月郁 役：三山凌輝   | 『しあわせあわせ』                 |
| 11月29日 | 2.5次元ダンスライブ『ツキウタ。』ステージ 第9幕『しあわせあわせ』劇中歌･年少組                                | Six Gravity: 師走駆 役：澤邊寧央、如月恋 役：鈴木遥太 Procellarum: 水無月涙 役：佐藤友咲、神無月郁 役：三山凌輝 | 『キミトステップ』                 |
| 2020年   | | |                                    |
| 2月28日  | 2.5次元ダンスライブ『ツキウタ。』ステージ 第10幕『太極伝奇』主題歌                                            | Six Gravity: 睦月始 役：縣豪紀、弥生春 役：松田岳、卯月新 役：中島礼貴、皐月葵 役：上仁樹、師走駆 役：澤邊寧央、如月恋 役：鈴木遥太 Procellarum: 霜月隼 役：TAKA、文月海 役：平井雄基、葉月陽 役：栗田学武、長月夜 役：秋葉友佑、水無月涙 役：佐藤友咲、神無月郁 役：三山凌輝   | 『太極伝奇〜約束〜』               |
| 2021年   | | |                                    |
| 11月26日 | 2.5次元ダンスライブ『ツキウタ。』ステージ 第11幕『月花神楽〜黒と白の物語〜』主題歌                            | Six Gravity: 睦月始 役：縣豪紀、弥生春 役：太田裕二、卯月新 役：中島礼貴、皐月葵 役：上仁樹、師走駆 役：澤邊寧央、如月恋 役：鈴木遥太 Procellarum: 霜月隼 役：TAKA、文月海 役：平井雄基、葉月陽 役：鷲尾修斗、長月夜 役：秋葉友佑、水無月涙 役：佐藤友咲、神無月郁 役：佐藤智広 | 『月花神楽』                       |
| 11月26日 | 2.5次元ダンスライブ『ツキウタ。』ステージ 第11幕『月花神楽〜黒と白の物語〜』挿入歌                            | Six Gravity: 睦月始 役：縣豪紀、弥生春 役：太田裕二、卯月新 役：中島礼貴、皐月葵 役：上仁樹、師走駆 役：澤邊寧央、如月恋 役：鈴木遥太 | 『漆黒武舞』                       |
| 2022年   | | |                                    |
| 3月25日  | 2.5次元ダンスライブ『ツキウタ。』ステージ 第12幕『裏斬心 -Children are sometimes ruthless and cruel.-』主題歌 | Six Gravity: 睦月始 役：縣豪紀、弥生春 役：太田裕二、卯月新 役：中島礼貴、皐月葵 役：上仁樹、師走駆 役：澤邊寧央、如月恋 役：鈴木遥太 Procellarum: 霜月隼 役：TAKA、文月海 役：平井雄基、葉月陽 役：鷲尾修斗、長月夜 役：秋葉友佑、水無月涙 役：佐藤友咲、神無月郁 役：佐藤智広 | 『斬心-無形ノ八重-』               |
| 2023年   | | |                                    |
| 1月27日  | 2.5次元ダンスライブ『ツキウタ。』ステージ 第13幕『月野百鬼夜行綺譚 依依恋恋』主題歌                           | Six Gravity: 睦月始 役：縣豪紀、弥生春 役：太田裕二、卯月新 役：中島礼貴、皐月葵 役：上仁樹、師走駆 役：澤邊寧央、如月恋 役：鈴木遥太 Procellarum: 霜月隼 役：TAKA、文月海 役：平井雄基、葉月陽 役：鷲尾修斗、長月夜 役：秋葉友佑、水無月涙 役：佐藤友咲、神無月郁 役：佐藤智広 | 『依依恋恋』                       |
| 12月29日 | 2.5次元ダンスライブ『ツキウタ。』ステージ 第14幕『Rabbits Kingdom -Resurrection-』主題歌                      | Six Gravity: 睦月始 役：縣豪紀、弥生春 役：太田裕二、卯月新 役：中島礼貴、皐月葵 役：上仁樹、師走駆 役：澤邊寧央、如月恋 役：鈴木遥太 Procellarum: 霜月隼 役：TAKA、文月海 役：平井雄基、葉月陽 役：鷲尾修斗、長月夜 役：秋葉友佑、水無月涙 役：佐藤友咲、神無月郁 役：佐藤智広 | 『Rabbits Kingdom -Resurrection-』 |